# Lanthir Lamath
Lanthir Lamath (sin. Wodospad ech lub Wodospad głosów ech) – wodospad ze stworzonej przez J.R.R. Tolkiena mitologii Śródziemia. Pojawia się w Silmarillionie.
Znajdował się w Ossiriandzie. W jego pobliżu miał swój dom Dior Eluchíl, syn Berena i Lúthien, z żoną Nimloth. Tam też urodziły się ich dzieci: Elured, Elurín i Elwinga. Dior wraz z rodziną opuścił ten dom około 505 roku Pierwszej Ery, gdy przeniósł się do Doriath.